# Scorn (Computerspiel)
Scorn ist ein Horror-Adventure in Egoperspektive. Das Computerspiel des serbischen Entwicklers Ebb Software wurde 2022 für Windows und Xbox Series X/S veröffentlicht. Visuell inspiriert ist das Spiel von den Werken des Alien-Schöpfers HR Giger und des polnischen Künstlers Zdzisław Beksiński.

## Spielprinzip und Hintergrund
Das Spiel findet in einer düsteren Horror-Welt statt, die von Werken der Künstler HR Giger und Zdzisław Beksiński inspiriert ist und an die Alien-Filmreihe erinnert. Scorn wird in der Egoperspektive gespielt und hat Shooter-Elemente, soll aber kein Ego-Shooter sein. Stattdessen stellt das Zurechtfinden in der fremden Umgebung und Lösen kniffliger Rätsel den primären Spielinhalt dar, weshalb es als Horror-Adventure oder Action-Adventure eingestuft wird. Das Spiel beinhaltet sogenannten Body-Horror mit Umgebungen aus Fleisch und Knochen. Es besteht aus mehreren zusammenhängenden Arealen mit eigener Thematik und Rätseln. Auf Zwischensequenzen wurde bewusst verzichtet, um die Atmosphäre nicht zu stören.

## Entwicklung
Das Belgrader Entwicklerstudio Ebb Software wurde 2013 gegründet. Kurz darauf soll auch die Entwicklung von Scorn begonnen haben.
Nachdem bereits 2014 eine Kickstarter-Kampagne gescheitert war, konnte die Arbeit mit Hilfe privater Investoren fortgesetzt werden. Anfang Juli 2016 wurde das Spiel auf der Plattform Steam im Steam-Greenlight-Programm gelistet.
Man plante das Spiel in zwei Teilen zu veröffentlichen. Auf der Steam-Greenlight-Seite wurde 2016 eine Veröffentlichung des ersten Teils für Anfang 2017 angegeben.
Bei einem erneuten Versuch auf der Crowdfunding-Plattform Kickstarter konnten Ende 2017 über 190.000 Euro erzielt werden. Damit wurde das Finanzierungsziel von mindestens 150.000 Euro für Teil 1 Scorn: Dasein erreicht. 2018 erhielt man eine weitere Finanzierung durch den Games Fund Kowloon Nights, was aber die Kombination beider Teile innerhalb eines Spiels erforderte.
Später wurde ein Release im Jahr 2021 in Aussicht gestellt. Nachdem die Entwickler 2021 zusammen mit anderen Studios den Publisher Kepler Interactive gegründet hatten, wurde das Erscheinen auf das Jahr 2022 verschoben. Schließlich wurde im Dezember 2021 der Oktober 2022 als finales Veröffentlichungsdatum genannt. Ende September 2022 wurde der Release sogar kurzfristig um eine Woche vorverlegt. Statt am 21. Oktober erschien das Spiel bereits am 14. Oktober 2022.
Während man die Entwicklung mit nur vier Personen und kleinem Budget begann, könne das Projekt laut Entwickler als AA-Spiel betrachtet werden, das man aber nicht mit einer AAA-Produktion verwechseln soll. Der Soundtrack wurde vom bosnischen Produzenten Adis Kutkut (Aethek, Billain) komponiert.

## Rezeption
Scorn erhielt gemischte Wertungen, die stark auseinandergehen. Während manche Rezensenten von einem Kunstwerk sprechen, bezeichnen andere den Titel als Enttäuschung. Zumeist werden Grafik und Atmosphäre gelobt und das Spielprinzip kritisiert. Die PC-Version wurde im Schnitt etwas positiver aufgenommen als die Xbox-Umsetzung. PC Games sieht allerdings keine grafischen Abstriche auf Konsole. So laufe das Spiel auf Xbox Series S in 60 fps bei 1080p und auf der Series X werden auch höhere Auflösungen erreicht.
PC Games nennt Scorn im Wertungsspiegel das „kontroverseste Spiel des Jahres“ und lobt im Test das Grafikdesign sowie die dichte Atmosphäre. Kritisiert werden hingegen Kämpfe, Rätsel, der Schwierigkeitsgrad und die kurze Spieldauer. Auch andere Rezensionen kritisierten die kurze Spielzeit. Entwickler Ebb Software gab diese mit 6 bis 8 Stunden an.

„Einzigartiger, kranker Horror mit tollem »Alien«-Stil und innovativen Riesenrätseln, aber zu wenigen Gegnertypen. Nur für sehr starke Mägen.“

IGN nennt die Kampfeinlagen furchtbar („dreadful“). Auch GamePro bescheinigt dem Titel unbefriedigendes Gunplay und bezeichnet die Shooter-Mechanik als „aufgesetzt und sogar störend“. Das Online-Portal von Der Standard nennt die Rätsel frustrierend.